# Eiskunstlauf-Weltmeisterschaft 1897
Die 2. Eiskunstlauf-Weltmeisterschaft fand am 13. und 14. Februar 1897 in Stockholm (Schweden) statt.
Der Österreicher Gustav Hügel gewann den Wettbewerb vor Ulrich Salchow trotz einer Sehnenzerrung, die er sich beim Training in Hamburg zugezogen hatte, und obwohl sämtliche Punktrichter aus Schweden kamen. Er wurde der erste österreichische Weltmeister und begründete damit eine lange Erfolgstradition, die bis in die 1960er Jahre andauerte.

## Ergebnisse

### Herren
| Platz | Sportler       | Land       |
| ----- | -------------- | ---------- |
| 1     | Gustav Hügel   | Österreich |
| 2     | Ulrich Salchow | Schweden   |
| 3     | Johan Lefstad  | Norwegen   |
| 4     | Thiodolf Borgh | Schweden   |
| 5     | Hugo Carlson   | Schweden   |
| 6     | Oscar Holthe   | Norwegen   |

Die Punktrichter waren:
- H. Cederblom  Schweden
- O. Wollert  Schweden
- C. F. Mellin  Schweden
- L. Lindqvist  Schweden
- I. Hult  Schweden

## Quelle
- World figure skating championships 1896–1899 (men). Skatabase, archiviert vom Original am 11. Oktober 2008; abgerufen am 21. Mai 2018 (englisch).